# Donato Acciaiuoli

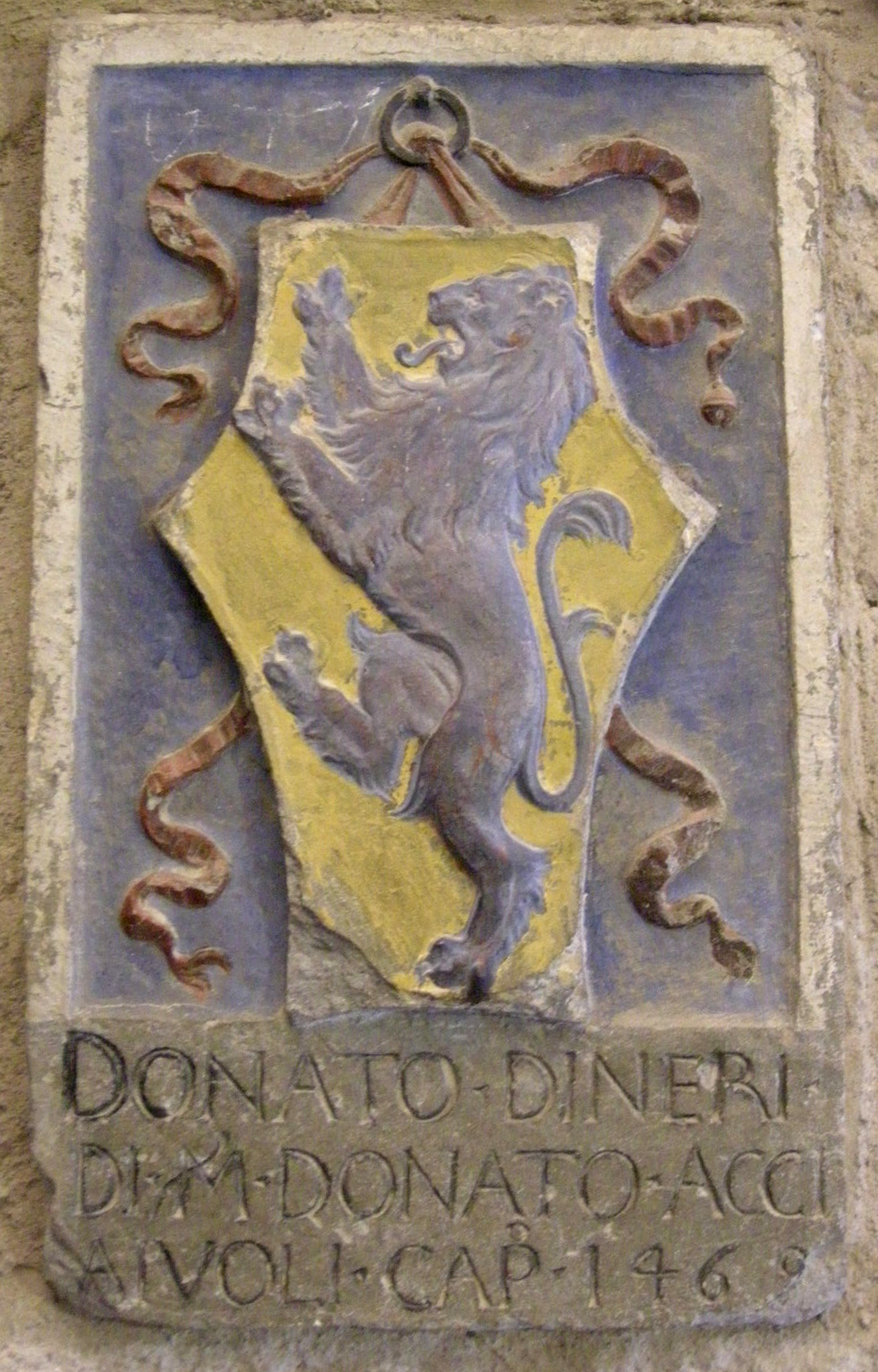
Blason de Donato Acciaiuoli placé sur un mur du Palais des Prieurs de Volterra en 1469 dans le cadre de sa charge de capitaine de cette cité.

Donato Acciaiuoli, né en 1429 à Florence et mort le 28 août 1478 à Milan, est un homme d'État, écrivain, traducteur et humaniste italien de la célèbre famille florentine Acciaiuoli.

## Biographie
Après avoir brillamment appris la langue grecque, le latin et les mathématiques, Donato Acciaiuoli, élève de prédilection de Jean Argyropoulos, se consacre à la traduction d'œuvres classiques du grec au latin, comme les Vies parallèles de Plutarque, et à la rédaction d'œuvres originales, surtout de caractère historique et philosophique, comme les commentaires à l'Éthique d'Aristote, ou des biographies de Charlemagne, d'Hannibal ou de Scipion l'Africain.
Homme d'État, il remplit des charges politiques pour Florence : conseiller et maître du palais du roi de France en 1461 et en 1478, vicaire de Poppi et du Casentino (1462), prieur de Liberté[pas clair] en 1463, commissaire à Pistoia (1464), capitaine à Volterra (1469 et 1477), podestat à Montepulciano (1470), ainsi que responsable de quelques ambassades (à Milan en 1467, près du Saint-Siège en 1470, 1471, 1476 et 1478, à Sienne en 1471) jusqu'à son élection comme gonfalonier de la ville en 1473 et ensuite podestat de Pise en 1476.
Il épouse en 1461 Marietta Pazzi qui lui donne deux fils : Alexandre (1466 - 1505 ?) et Roberto (1467 - 1547), sénateur.
Il meurt à Milan le 28 août 1478, pendant qu'on demandait à Paris l'aide du roi de France Louis XI pour les Florentins contre le pape Sixte IV, responsable de la conspiration des Pazzi.
Sa dépouille fut ramenée à Florence et il fut inhumé à la Chartreuse de Galluzzo, lieu de sépulture de la famille.